# NGC 5501
NGC 5501 est une galaxie lenticulaire située dans la constellation de la Vierge. Sa vitesse par rapport au fond diffus cosmologique est de 7 805 ± 18 km/s, ce qui correspond à une distance de Hubble de 115,1 ± 8,1 Mpc (∼375 millions d'al). NGC 5501 a été découverte par l'astronome britannique John Herschel en 1828.